# Ray Lazdins
Raymond « Ray » Lazdins (né le 25 septembre 1964 à Hamilton) est un athlète canadien, spécialiste du lancer du disque. 

## Biographie

### Palmarès
| Date | Compétition             | Lieu      | Résultat | Performance |
| ---- | ----------------------- | --------- | -------- | ----------- |
| 1986 | Jeux du Commonwealth    | Édimbourg | 1er      | 58,86 m     |
| 1989 | Jeux de la Francophonie | Rabat     | 2e       | 56,14 m     |

### Records
| Épreuve          | Performance | Lieu    | Date        |
| ---------------- | ----------- | ------- | ----------- |
| Lancer du disque | 65,72 m     | Salinas | 22 mai 1991 |